# Кам'яно-залізний метеорит
Кам'яно-залізні метеорити, або сидероліти — це метеорити, які складаються майже порівну з метеоритного заліза та силікатів. Саме цим вони й відрізняються від кам'яних метеоритів, які складаються в основному із силікатів, а також від залізних метеоритів, які складаються переважно з метеоритного заліза.
Всі кам'яно-залізні метеорити є диференційованими, що означає, що вони мають ознаки внутрішньої деформації. А тому вони вважаються ахондритами.
Сидероліти діляться на мезосидерити та паласити. Паласити мають матрицю з метеоритного заліза із включеними в неї силікатами (переважно олівіном). Мезосидерити є брекчією, в якій помітні ознаки метаморфізму. Метеоритне залізо проявляється в ній у формі окремих уламків, на відміну від суцільної матриці, типової для паласитів.
Цей різновид метеоритів міститься на верхніх щаблях усіх варіантів класифікації метеоритів, зазвичай при цьому сидероліти називають «Типом».

## Мінералогія
Метеоритне залізо в кам'яно-залізних метеоритах є практично таким же, як і в залізних метеоритах — складається в основному з камаситу та теніту в різних пропорціях. У складі силікатів домінує олівін. До додаткових мінералів, до яких входять і не-силікати, належать: карлзбергіт, хроміт, когеніт, добреліт, польовий шпат, графіт, ільменіт, мерріліт, піроксен із низьким вмістом кальцію, шрейберзит, тридиміт та троїліт.